# Geilebach

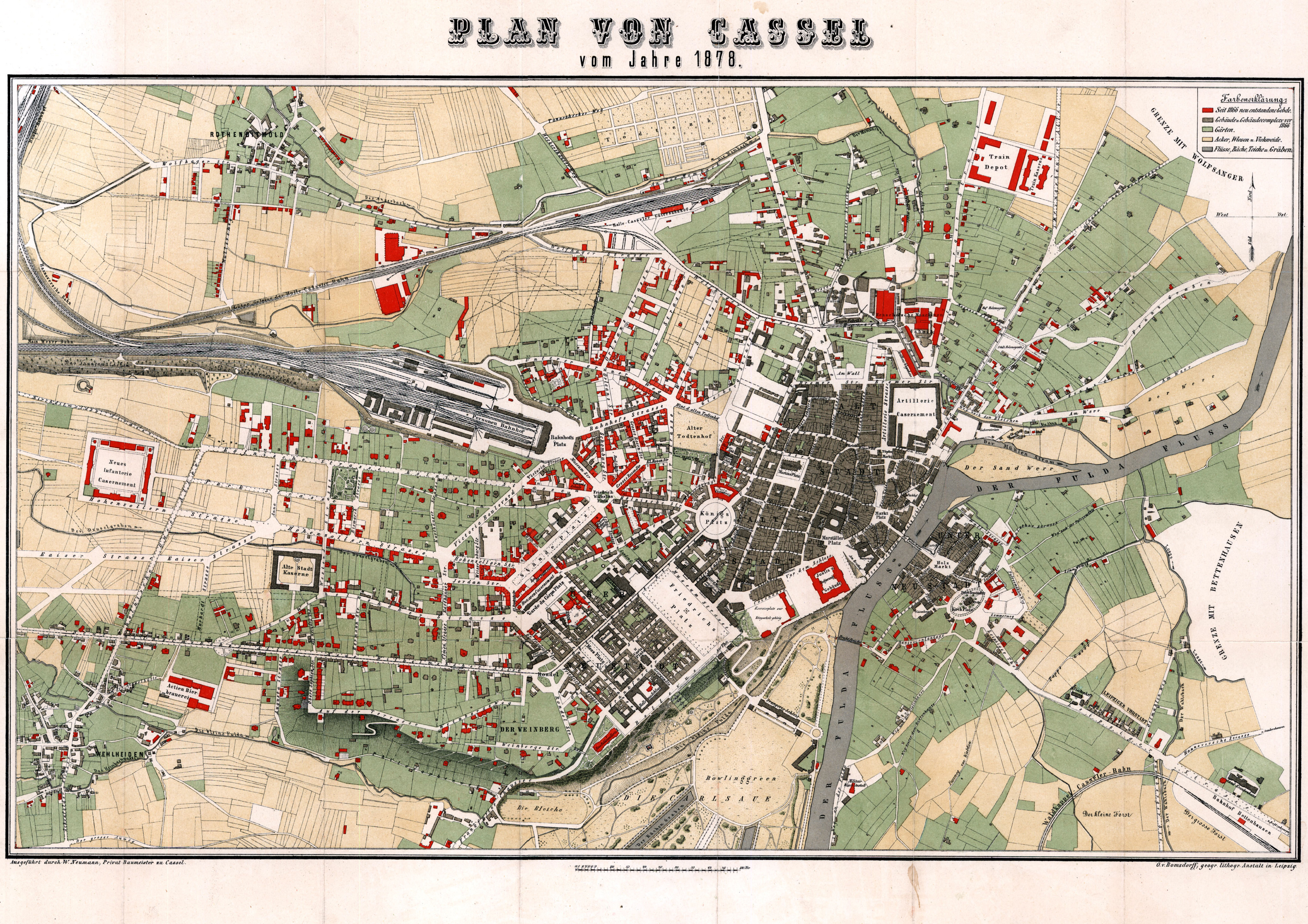
Plan von Cassel von 1878 mit dem Bachverlauf in der Stadtperipherie

Der Geilebach, auch (die) Geile, im Mittellauf Döllbach bzw. (der) Döll, im Unterlauf Mombach und früher Geilhäuser Wasser genannt, ist ein 8,5 km langer, westlicher und orographisch rechter Zufluss der Ahna (im Oberlauf Ahne genannt) in der kreisfreien Stadt Kassel in Nordhessen.

## Geographie

### Verlauf
Quelle:
Das Fließgewässer entspringt als Geilebach im Nordostteil des Hohen Habichtswaldes an den Hängen von Hühnerberg (496 m ü. NHN) und Wurmberg (485 m) in zu Kassel-Harleshausen gehörendem Waldgebiet. Sein im Naturpark Habichtswald befindliches Quellgebiet liegt im Rahmen zweier Teiche (ca. 340 m) nordnordöstlich unterhalb des Blauen Sees (ca. 362 m) und damit südlich des Erlenlochs (ca. 342 m); beides sind nach beendetem Basaltabbau entstandene Tagebaurestseen. Die am unteren Teich gelegene Waldwegüberführung, unter welcher der quellnahe Geilebach hindurch fließt, liegt auf 339 m Höhe.
Oberlauf:
Der anfangs Geilebach genannte Bachlauf fließt ausschließlich in östliche Richtungen: Nach Verlassen des Habichtswaldes, bei Unterqueren der Rasenallee (293,4 m), verläuft der Bach entlang der Südgrenze des Ostausläufers vom Naturpark Habichtswald, der sich von der Rasenallee über die bachferne Firnskuppe (313,9 m), das Fuchsküppel (ca. 285 m) und das Flurstück Daspel, beide in Bachnähe gelegen, bis hin zum bachfernen Lambert (ca. 292,5 m) zieht. Unterhalb der Rasenallee passiert er nördlich die westlichen Wohngebiete des Kasseler Stadtteils Harleshausen, wobei er durch landwirtschaftlich genutztes Gebiet fließt. Eine dort etwas nördlich des Bachs befindliche Straße heißt Am Geilebach und etwas jenseits davon tragen landwirtschaftlich genutzte Flächen den Namen (Das) Geilhäuser Feld; dort lag einst Geilhausen (Wüstung). Nahe der südlichsten Stelle der Straße Am Hilgenberg mündet der kurze Zulauf Eschebergstraße ein. Danach unterquert der Bach, unmittelbar nach Einmünden des Vorfluter Geilebach, die Wolfhager Straße (Bundesstraße 251; ca. 230 m), und jenseits der Straße mündet in der Kanalisation direkt östlich unterhalb vom Parkplatz des Harleshäuser Schwimmbades (Freibad) der Hardgraben (Herdgraben) ein.
Direkt anschließend passiert der Geilebach in der Kanalisation im Süden das Schwimmbad, um danach durch bebaute Gebiete von Harleshausen zu fließen. Dabei mündet unter anderem der Kubergraben ein, wonach der Bach die Obervellmarer Straße (ca. 209 m) unterquert. Hier verlässt er endgültig den Naturpark Habichtswald. Nach Passieren des Harleshäuser Friedhofs bildet der Bach im Feldlager, wo etwas westlich oberhalb der Straße Zum Feldlager der Steinstücker Graben einmündet, und bis zum Kasseler Ausbesserungswerk der Deutschen Bahn die Grenze der Kasseler Stadtteile Harleshausen und Jungfernkopf. Auf dieser Grenze durchfließt er den 30,15 m langen Geilebachtunnel (ca. 182 m), der durch einen Bahndamm der zur Bahnstrecke Kassel–Warburg gehörenden Harleshäuser Kurve führt. Unterhalb des Tunnels mäandert der Bach bis zu diesem DB-Werk auf der Stadtteilgrenze auf etwa 650 m Fließstrecke unterhalb des Rothenbergs (207,3 m), durch eine naturbelassene und im unteren Teil von einem kleinen Wald gesäumte Niederung. Dabei passiert er nördlich die Ökosiedlung bei der Straße Am Wasserturm. Hiernach verläuft der Bach in einer etwas mehr als 500 Bachmeter langen Tunnelkanalisierung (ca. 175 m) unter dem DB-Werk und zum Beispiel unter der Schnellfahrstrecke Hannover–Kassel–Würzburg hindurch.
Mittellauf:
In seinem jenseits bzw. östlich des DB-Werks gelegenen Mittellauf, wo der Geilebach das im Industriepark Mittelfeld gelegene Mercedes-Benz Werk Kassel südlich passiert, wird das Fließgewässer in Rothenditmold Döllbach (Döll) genannt. In diesem Kasseler Stadtteil fließt er nach Unterqueren der etwa 100 m langen Brücke der Gelnhäuser Straße unterhalb des Kleinen Rothenbergs (nach der Rothenditmolder Ortslage meist nur Rothenberg genannt; 192,6 m), auf dem das Marienkrankenhaus Kassel steht, durch die schmale Döllbachaue, von welcher der untere Teil von 2006 bis 2008 renaturiert wurde und an die sich nördlich, in der Nähe des Bachs, der Rothenbergpark anschließt. Nach nahe dem Abzweig (157,7 m) der Mombachstraße von der Wolfhager Straße befindlichem Unterqueren der zuletzt genannten Straße fließt der Bach nördlich entlang der Mombachstraße in Richtung Schöfferhofstraße, um zwischen beiden Straßen noch etwas vor der etwa 100 m langen Brücke (überführt beide Straßen) der Wolfhager Straße endgültig in einer Tunnelkanalisierung zu verschwinden.
Unterlauf:
In dieser Tunnelkanalisierung verläuft der Döllbach unter dem Stadtteil Nord-Holland (Nordstadt) hindurch. Im Tunnel mündet direkt nach der Brücke der Wolfhager Straße in der Kanalisation unter der Einmündung (156,3 m) der Schöfferhofstraße in die Mombachstraße der zuletzt aus Richtung Südwesten kommende und zuvor auch in der Kanalisation fließende Angersbach (im Oberlauf Todenhäuser Graben genannt) ein.
Von der Angersbach-Einmündung an heißt der Bachlauf Mombach. Als solcher fließt er in der Kanalisation zwischen Hauptfriedhof Kassel im Norden und Kasseler Unterstadtbahnhof im Süden stets entlang der Mombachstraße. In der Kanalisation unterquert er die Kreuzung (149,6 m) der Mombachstraße mit der Holländischen Straße (zusammen verlaufende Bundesstraßen 7 und 83) am Henner-Piffendeckel-Platz, an dem das Philipp-Scheidemann-Haus steht.
Mündung:
Nachdem der in seiner etwa 1,5 km langen Tunnelkanalisierung fließende Mombach die an der Mombachstraße gelegene Elisabeth-Knipping-Schule und das Kulturzentrum Schlachthof passiert hat, mündet er an der Grenze der Stadtteile Nord-Holland und Fasanenhof an der Südostecke des am kleinen Nordstadtpark gelegenen unteren Endes der Mombachstraße auf etwa 140 m Höhe in die Ahna. Am dortigen Tunnelportal ist die Inschrift 1908 zu lesen, und östlich oberhalb der Mündung liegt in Fasanenhof das Klinikum Kassel.

### Naturräumliche Zuordnung
Der Geilebach entspringt in der naturräumlichen Haupteinheitengruppe Westhessisches Bergland (Nr. 34) und deren Haupteinheit Habichtswälder Bergland (342) in der Untereinheit Habichtswald (mit Langenberg) (342.0), um danach noch vor Verlassen des quellnahen Waldgebiets die Haupteinheit Westhessische Senke (343) zu erreichen, in der er bis zu seiner Mündung in die Ahna durch die Untereinheit Kasseler Becken (343.3) fließt.

### Zuflüsse
Zu den Zuflüssen des Geilebachs gehören mit orographischer Zuordnung (l = linksseitig, r = rechtsseitig), Gewässerlänge, Mündungsort und -lage (⊙ = Geo-Koordinaten) sowie Geilebachkilometer (flussabwärts betrachtet):
- Zulauf Eschebergstraße:
r; ca. 0,2 km;[6] nahe südlichster Stelle der Straße Am Hilgenberg (⊙); ca. 269 m; nahe km 7,75
- Vorfluter Geilebach:
l; ca. 1 km;[6] direkt oberhalb der Wolfhager Straße (B 251) nahe dem Parkplatz des Harleshäuser Schwimmbades (⊙); 232 m; nahe km 7
- Hardgraben oder Herdgraben:
l; 1,2 km[2]; in Kanalisation direkt östlich unterhalb vom Parkplatz des Harleshäuser Schwimmbades (⊙); 230 m; nahe km 7 (GKZ: 42958812)
- Seitengraben zum Geilebach:
l; ca. 0,2 km;[6] aus Richtung der Firnskuppenstraße, nordwestlich oberhalb der Daspelstraße (⊙); 218 m; nahe km 6,55
- Seitenzulauf Firnskuppe:
l; ca. 0,2 km;[6] aus Richtung der Firnskuppenstraße, unter der Bachbrücke der Daspelstraße (⊙); 215 m; nahe km 6,45
- Seitenzulauf von der Daspelstraße:
r; ca. 0,1 km,[6] aus Richtung der Daspelstraße, südöstlich unterhalb der Bachbrücke der Daspelstraße (⊙); 213 m; nahe km 6,35
- Kubergraben:
r; 2 km[2]; in Kanalisation aus Richtung der Straße Im Baumhof, südöstlich unterhalb der Bachbrücke der Daspelstraße (⊙); 212,5 m; nahe km 6,35 (GKZ: 4295882)
- Steinstücker Graben:
r; ca. 0,2 km;[6] etwas nordwestlich oberhalb der Straße Zum Feldlager (⊙); 188 m; nahe km 4,8
- Dolbach:
r; wenige hundert Meter lang; in Kanalisation der Straße Weg in der Aue, nordnordöstlich vom Lernhof Natur und Geschichte (am Abenteuerspielplatz; ⊙); 179 m
- Angersbach (im Oberlauf Todenhäuser Graben genannt):
r; 7,5 km[2]; in Kanalisation unter der Einmündung (156,3 m) der Schöfferhofstraße in die Mombachstraße (⊙); nahe km 1,55 (GKZ: 4295884)

## Schutzgebiete
Der Geilebach entspringt im Fauna-Flora-Habitat-Gebiet Habichtswald und Seilerberg bei Ehlen (FFH-Nr. 4622-302; 29,1936 km² groß), das er bei Unterqueren der Rasenallee verlässt. Fortan verläuft er zum großen Teil im Landschaftsschutzgebiet (LSG) Stadt Kassel (CDDA-Nr. 378517; 1995 ausgewiesen; 19,8386 km²). Kurze Bachabschnitte in der Kanalisation am Harleshäuser Schwimmbad, im Tunnel der Bahnstrecke Kassel–Warburg und in der Kanalisation des oben genannten DB-Werks mit dortiger Schnellfahrstrecke Hannover–Kassel–Würzburg sowie sein recht langer Abschnitt in der Kanalisation der Mombachstraße liegen außerhalb des LSG; seine Mündung befindet sich im LSG.

## Geilebachtunnel
Der Geilebachtunnel entstand bis 1847 beim Bau des am 18. August 1848 fertiggestellten Abschnitts der Bahnstrecke Kassel–Warburg zwischen Kassel und Grebenstein, die sich einen langen Abschnitt mit der Strecke 2550 Aachen–Kassel (Strecken-km 340,809) teilt. Er liegt auf der Grenze der Stadtteile Harleshausen und Jungfernkopf. Der Gewölbetunnel besteht aus Natursteinwiderlagern sowie aus einem Natur- und Ziegelsteingewölbe; er ist 30,15 m lang, und die Stützweite beträgt 3,46 m. Hindurch fließt – etwas unterhalb des Feldlagers auf rund 182 m Höhe durch einen Damm der Harleshäuser Kurve – der Geilebach. Neben seiner Funktion als Eisenbahnüberführung und Bachdurchlass dient der Tunnel als Durchgang für Fußgänger und Radfahrer. Die nächsten Möglichkeiten, die Bahnstrecke zu queren, sind stadteinwärts die Brücken-Überführung (201 m) der Wolfhager Straße (B 251) am Bahnhof Harleshausen (Südwesten) und stadtauswärts die Brücken-Unterführung (190 m) der von der Straße Schenkebier Stanne abzweigenden Waldecker Straße an der Regiotram-Haltestelle Jungfernkopf (Nordosten).
2009 wurde der Bodenbereich des Tunnels vom Kasseler Entwässerungsbetrieb (KEB; heute: Kasselwasser; städtische Wasser- und Abwassergesellschaft) für 34.000 € umgebaut: Im Tunnel wurden die alten Großsteinpflastersteine des Weges, die bei feuchter oder nasser Witterung oftmals rutschig waren, gegen neues Betonverbundsteinen ausgetauscht, der Weg verbreitert und ein Geländer neben der damals von der Tunnelmitte auf seine Nordostseite verlegten Bachröhre montiert. Zudem wurde an beiden Tunnelportalen jeweils eine Ampel angebracht, die bei Hochwasser ein Rotlicht anzeigt, um das Tunnelbetreten zu untersagen.
Die Deutsche Bahn (DB) hatte ursprünglich angekündigt, den in ihrem Eigentum befindlichen Tunnel ab 2016 sanieren zu wollen, wofür 900.000 € vorgesehen waren. Die Nutzung des Geh- und Radweges ist durch einen Gestattungsvertrag zwischen der DB und der Stadt Kassel geregelt. Wenn es nicht möglich sein sollte, die Wegunterführung an dieser Stelle beizubehalten, weil der marode Tunnel in einen Verrohrungsdurchlass für den Bach umgebaut wird, sei eine Brücke oder ein Tunnel in unmittelbarer Nähe denkbar. Für die Tunnelsanierung wurden später 940.000 € veranschlagt. Sie wurde vorerst auf 2018 verschoben. Die Arbeiten begannen dann aber erst im Sommer 2019 und sollten nach DB-Angaben bis Februar 2020 dauern. Seit Sanierungsbeginn war der Tunneldurchgang komplett gesperrt. Der erst 2009 umgebaute Bodenbereich wurde herausgerissen. Der Tunnel bekam – jeweils neu aus Stahlbeton – eine selbsttragende Innenschale und Portal-Vorsatzelemente; der im Tunnel befindliche Weg aus Pflastersteinen für Fußgänger und Radfahrer wurde wieder hergestellt und der im Tunnel befindliche Bachabschnitt bekam einen nach oben offenen kastenartigen Kanal aus Stahlbeton. Eingebunden in die Arbeiten der DB waren solche von Kasselwasser: Erneuert wurde der unter dem Tunnel befindliche Mischwasserkanal zur Abwasserbeseitigung. Am 4. Mai 2020 wurden die Baustellen-Absperrgitter beseitigt, und seitdem ist der Tunnel wieder offiziell geöffnet.

## Renaturierung
Seit 4. September 2014 wurde ein im Feldlager gelegener Abschnitt des Geilebachs entlang der Grenze der Kasseler Stadtteile Harleshausen und Jungfernkopf im Abschnitt zwischen den Straßen Steinstückerweg und Zum Feldlager auf etwas mehr als 400 m Länge renaturiert; die Arbeiten, die sich seit 2011 in Planung befanden, wurden von der Firma Kasselwasser durchgeführt. In diesem Abschnitt wurde in den 1970er Jahren das Bachbett mit einer Sohlpflasterung versehen, und der Bach erhielt Kaskadenabstürze aus Betonsegmenten und Rasengittersteinen, welche in den letzten Jahrzehnten vielerorts nur noch als unterspülte Uferbefestigung dienten.
Im Rahmen der naturnahen Umgestaltung wurden die biologische Durchgängigkeit und die eigendynamische Entwicklungsmöglichkeit wieder hergestellt und der Bach an seine Auenlandschaft angebunden. Durch die Baumaßnahmen wird die künftige Entwicklung einer vielfältig strukturierten Gewässersohle gefördert, der Eintrag von Schadstoffen und Sedimenten aus dem Gewässerumfeld durch Abrücken von landwirtschaftlichen Flächen und Schaffung von Pufferstreifen verringert und die auetypische Vegetation und Entwicklung von artenreicher gewässertypischer Flora und Fauna gefördert. Auf knapp 250 m Länge wurde eine Bachverzweigung mit zwei -armen angelegt: das Gewässerbett wurde im Nordarm flach und breit ausgebildet, und im Südarm wurden Geländemulden für die Entwicklung von dauerhaften Stillgewässern ausgeformt. Zudem wurde im Feldlager am Steinstückerweg eine neue Fußgänger- und Radwegbrücke errichtet.
Möglich wurde die Bachrenaturierung durch Kompensationsmittel aufgrund von Straßenbaumaßnahmen, die sich aus Verhandlungen zwischen der (einstigen) KEB und dem Amt für Straßen- und Verkehrswesen Kassel ergaben. Denn wegen des Ausbaus der bachfernen Bundesautobahn 44 müssen Ausgleichsmaßnahmen im Naturschutzbereich erfolgen, so dass es zum Sanierungsprojekt am Geilebach kam.
Die Bauarbeiten in Höhe von rund 300.000 € waren bis vor Weihnachten 2014 abgeschlossen.